# Habsburg–Lotaringiai Mária Valéria főhercegnő
Habsburg–Lotaringiai Mária Valéria (teljes nevén: Mária Valéria Matilda Amália, németül: Marie Valerie Mathilde Amalie von Habsburg-Lothringen; Buda, 1868. április 22. – Bécs, 1924. szeptember 6.) a Habsburg–Lotaringiai-házból származó, I. Ferenc József császár és király valamint Wittelsbach Erzsébet negyedik gyermekeként született osztrák főhercegnő, magyar és cseh királyi hercegnő, aki Ferenc Szalvátor főherceggel kötött házassága révén címzetes toszkánai hercegné.

## Élete

### Származása, testvérei, gyermekkora
Mária Valéria főhercegnő 1868. április 22-én született a budai Várban. Édesapja I. Ferenc József császár és király, az Osztrák–Magyar Monarchia uralkodója, édesanyja Erzsébet császárné és királyné. Mária Valéria az uralkodócsalád negyedik gyermekeként született. Testvérei:
- Zsófia Friderika főhercegnő (1855–1857).
- Gizella főhercegnő (1856–1932).
- Rudolf főherceg, trónörökös (1858–1889).

Mária Valéria tíz hónappal szülei magyar királyi párrá koronázását követően, és 10 évvel legfiatalabb testvérének, Rudolf koronahercegnek, a trónörökösnek születése után, Budán látta meg a napvilágot. Édesanyja, Erzsébet királyné ragaszkodott ahhoz, hogy gyermeke Magyarországon születhessen meg. Feltehetően saját teste feletti önrendelkezési jogának tiszteletben tartása sarkallta e politikailag is hasznosítható lépésre, anyósától távol. 328 év telt el azóta, hogy Mária Valéria személyében ismét magyar földön szülessen meg a hatalmon levő uralkodó gyermeke. Az udvari társadalomban Mária Valériát gúnyosan „magyar gyermek” és "Egyetlen" névvel is illették. A szülésnél is segédkező Mária nápolyi exkirályné (Erzsébet húga) lett Mária Valéria keresztanyja. A szertartásra a Budai Palota dísztermében került sor 1868. április 25-én.
Ennek részleteiről az uralkodó fiának küldött leveléből is értesülhetünk:

„Mária néni nagyon örült, hogy ő lett a keresztanya, a keresztelőn nagyon jól nézett ki, és a prímásnak igen jó magyarsággal válaszolgatott.
Én tanítottam be neki a kereszteléskor mondandó szöveget, mint valami papagájnak. A keresztelésről Károly és Nando nagybácsitok bizonyára mesélt nektek. A nagy-teremben volt, amit templomnak rendeztek be nagyon szépen. Sok díszruhás úr és hölgy volt jelen, a prímást pedig egész seregnyi püspök és pap vette körül, ott volt a kövér wenckheimi pap is, aki mindig Ischlben van.
A kicsi igen erősen ordított. Szép lila ruhát adtak rá, és Hohenlohe tartotta. A keresztelés után visszavitték a Mamához, s aztán Tedeumot énekeltek. Befejezésül a prímás egészen különlegesen szép magyar beszédet intézett hozzá, aztán kitört az Éljen [sic!], amibe minden jelenlévő beleadta a hangját.”

A keresztségben a Mária Matilda Amália Valéria nevet kapta, amelyek közül családi körben a (szülők által választott) Valériát használta.
Ferenc József Rudolfhoz írt április 28-i beszámolójában erről is említést tett:

„A húgocska és a Mama Istennek hála jól van, de ők még nem jöhetnek hamar Bécsbe, mert a kicsi még túl picike, és előbb hozzá kell szoknia a levegőhöz, amihez szintén időre van szükség. Most még csak a szobákban van. A te hálószobádban alszik, és a te szalonodban fürdetik. Amikor ezzel korán reggel végeznek, odaviszik a Mamához, s este hétig ott is marad, és igen gyakran és nagy élvezettel szopja a dajka tejét.
Most válaszolnom kell a kérdéseidre. A kistestvért Valériának nevezzük, mivelhogy az igen szép név. Nagyon szép baba, a szeme nagy, sötétkék, kicsit még vastag orrocskája, igen piciny szája és oly dús sötét haja van, hogy már most frizurát lehetne csinálni neki. Nagyon erős kis teste van, és szaporán integet és rugdal kezével-lábával. Nagyon ritkán sír, de erős hangja van.”

Édesanyja igyekezett magyar szellemben nevelni a kislányt, akit nem titkoltan legkedvesebb gyermekének tartott. 1883-ig Rónay Jácint püspök volt a gyermek tanítója, majd oktatását Karl Ferdinand Kummer bécsi tanár vette át, aki megismertette vele a német nyelvet, történelmet és irodalmat. Gyermekként unokanővérével, Marie Louise von Larisch-Wallersee grófnővel gyakran volt Magyarországon. Sok időt töltöttek Erzsébet királynéval a gödöllői kastélyban. (A grófnő később az 1889-es mayerlingi tragédiában játszott szerepe miatt kegyvesztetté vált). Az udvarban – később a lakosság körében – általánossá vált, hogy Mária Valériát a „magyar gyermeknek”, vagy „az egyetlennek” nevezték. Ez a leány számára idővel annyira nyomasztóvá vált, hogy – édesanyja szándékai ellenére – elfordult a magyaroktól. Családtagjaival, rokonaival is csak németül akart beszélni. Emellett megtanult franciául, angolul és olaszul is.

### Házassága
1890. július 31-én Mária Valéria főhercegnő Bad Ischlben feleségül ment Ferenc Szalvátor osztrák főherceghez (1866–1939), Károly Szalvátor főherceg (1839–1892) és Mária Immakuláta Klementina nápoly–szicíliai királyi hercegnő (1844–1899) fiához. A vőlegény a Habsburgok toszkánai ágából származott, és a menyasszony harmadfokú unokatestvére volt. Mária Valéria számára Erzsébet kieszközölte, hogy szabadon dönthessen férje személyéről. Ennek eredményeként az anyai támogatás és várakozási időt is megszabott feltételek mellett - testvéreivel szemben - Mária Valéria szerelmi házasságot köthetett.  Egyébiránt anya és leánya azonosan vélekedtek az előírt dinasztikus házasságot illetően. A leendő házaspár 1886-ban egy bálon figyelt fel egymásra, de Mária Valéria évekig várt, hogy megbizonyosodjon arról, valóban annyira erősek-e Ferenc Szalvátor iránti érzelmei, hogy egy jó házasság alapját képezhessék. Ezt megelőzően azt gondolták az udvarban, hogy a szász koronaherceg felesége lesz, esetleg a portugál királyi herceghez megy nőül vagy Alfons bajor herceg választottja lesz, aki szintén udvarolni kívánt neki. Mária Valéria végül egyik unokatestvérét, a család toszkán ágából származó, viszonylag "jelentéktelen" főherceget, Ferenc Szalvátort választotta, Erzsébet pedig, ahogyan korábban ígérte, támogatta lányát döntésében. Ez egy ideig konfliktust is okozott Mária Valéria és Rudolf között. A (féltékeny) trónörökös végül (nem sokkal halála előtt) kibékült húgával, amikor Mária Valéria és Ferenc Szalvátor eljegyezték egymást 1888 karácsonyán.
Erzsébet két idősebb gyermekével ellentétben ezúttal rendkívül gondoskodó volt. Lánya a kelengyéjének kiválasztásában, és összeállításában is szerepet vállalt a főhercegnő nevelőnője (később udvarhölgye, majd udvarmesternője) gróf Kornis Miklósné szül. Vécsey Mária bárónő (1842–1929) segítségével.
A házasságkötése előtt Mária Valériának le kellett mondania a trónigényéről, az ünnepélyes aktusra 1890. június 16-án került sor a bécsi Hofburgban; 1890. július 31-én tartották meg az esküvőt Bad Ischlben. Tekintettel a menyasszony bátyjának, Rudolf trónörökösnek egy évvel korábban elkövetett öngyilkosságára, udvari mértékkel szerény szertartáson keltek egybe. Az eseményre így emlékezett vissza Mária Valéria naplójában:

„Még mindig lehetetlen álomnak tűnik az egész, amikor a feldíszített városon keresztül, az emberek üdvrivalgása közepette a templomba hajtattunk (a Papa Ferenccel, a Mama velem)… megálltunk a templom bejárata előtt, ekkor harang- és orgonaszó hirdette a régóta és forrón óhajtott pillanat eljövetelét. Összeállt az esküvői menet, elöl Ferenc, akit lányok fogtak közre, jobbról Erzsi [Rudolf trónörökös lánya], balról Karolina [a vőlegény húga, Karolina Mária Immaculata főhercegnő], ezután következtem én Franci [Ferenc Ferdinánd főherceg] és Albrecht [a vőlegény öccse, Albert Szalvátor főherceg] kíséretében, utánunk jöttek a szülők. A templomban kislányok álltak sorfalat, akik virágot szórtak elénk. […] Amikor a szertartás befejeződött, szüleink nyakába borultunk. A Papa és a Mama elsírta magát, s nekem is könnyek szöktek a szemembe a fájdalmas-boldog s mély meghatottságtól. És ezután szeretett férjem a karján vezetett ki a templomból…”

Kölcsönös vonzalmon alapuló, szerelmi házasságukból tíz gyermek született, akik közül az utolsó születését követően néhány órával meghalt.
Kapcsolatuk idővel egyre kevésbé volt boldog, házasságuk megromlott Ferenc Szalvátor számos kapcsolata, ismertté vált szeretői miatt. A főherceg felesége halálát követően újranősült, 1934. április 28-án házasságra lépett Melanie von Riesenfels grófnővel.
A házaspár ideje nagy részét az alsó-ausztriai wallsee-i kastélyban (Schloss Wallsee) töltötte, ahol Ferenc József is gyakran vendégeskedett, több karácsonyt töltött itt, de volt, hogy Mária Valéria főhercegnő utazott a családjával Schönbrunnba, hogy édesapjával töltse az ünnepeket. Anyjához, Erzsébet királynéhoz hasonlóan Mária Valéria főhercegnő sem szívesen lépett fel nagy nyilvánosság előtt rangja képviselőjeként, viszont örömmel folytatott jószolgálati tevékenységeket.

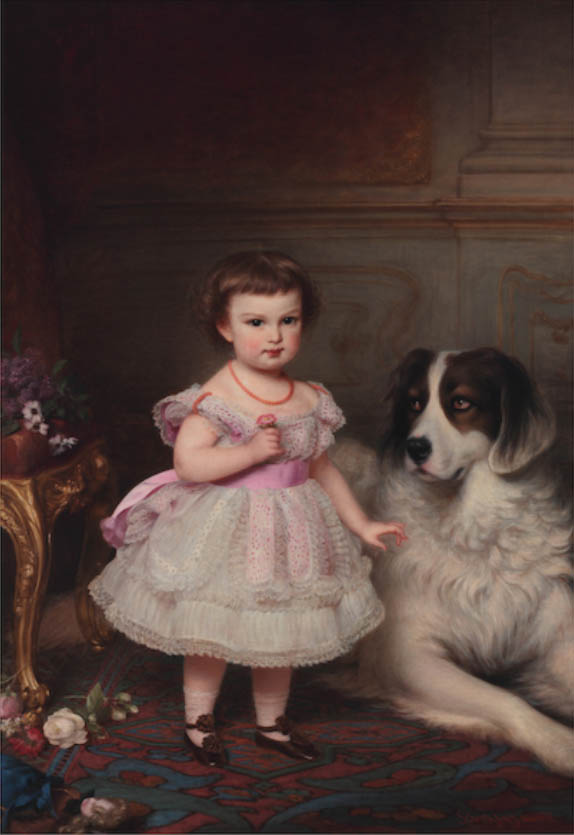
Mária Valéria gyermekkorában
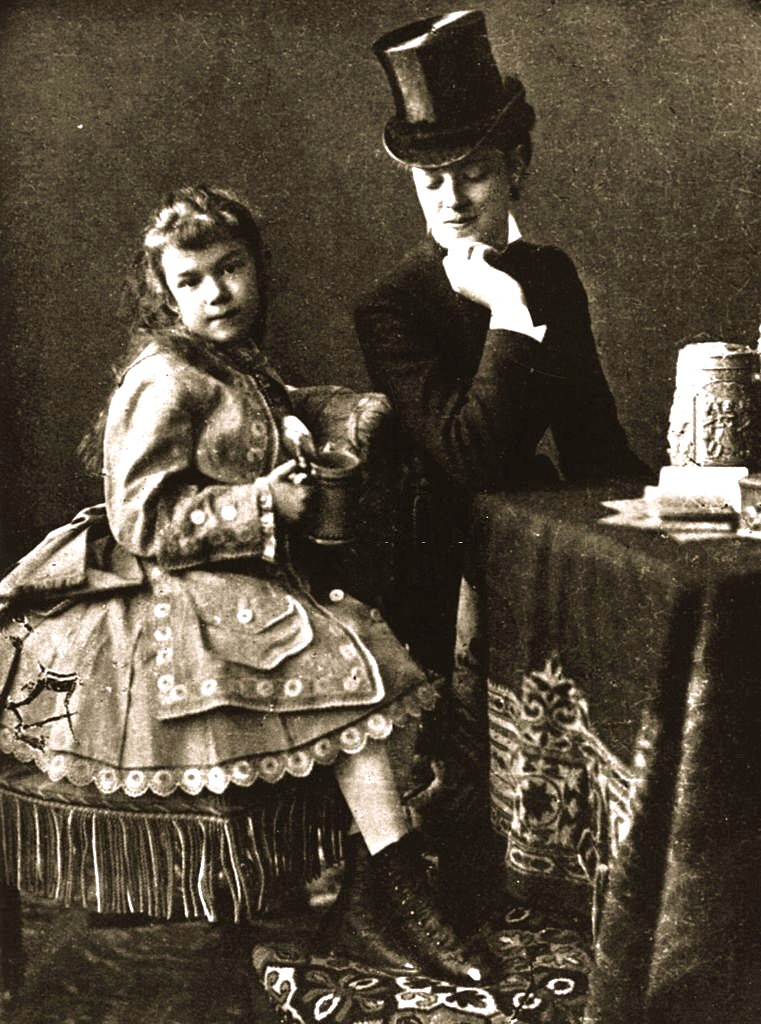
Mária Valéria Marie von Larisch grófnővel
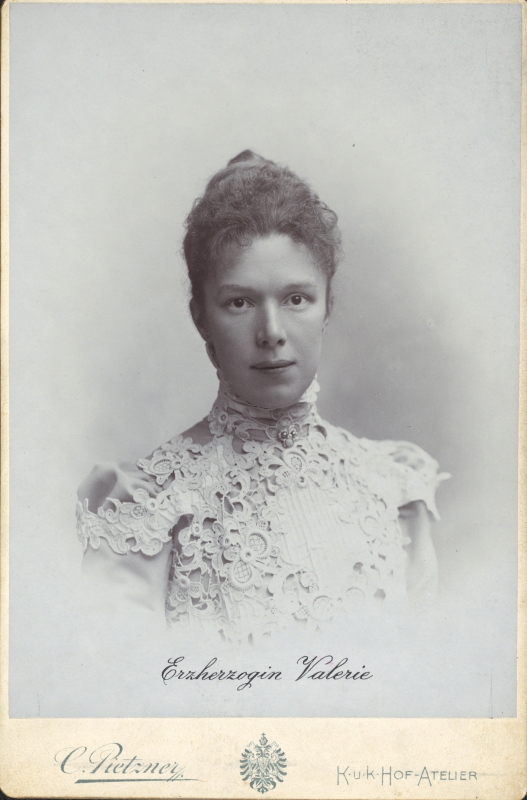
Mária Valéria főhercegnő 1890 k.
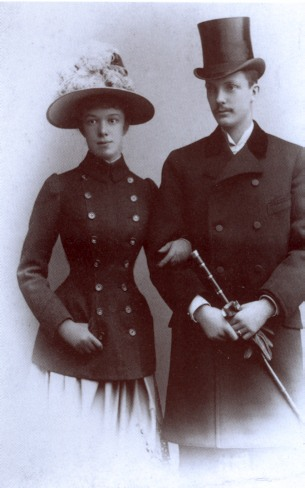
Férjével, Ferenc Szalvátor főherceggel
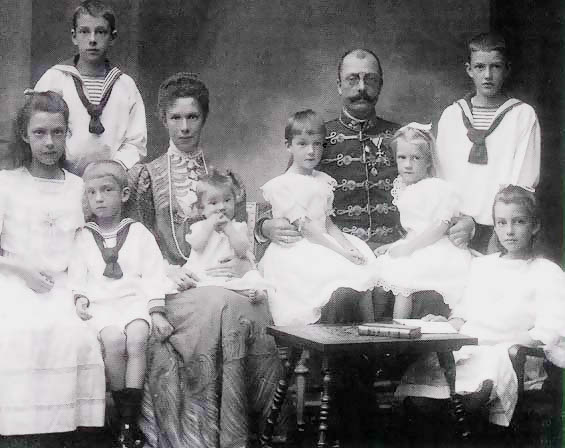
Mária Valéria,gyermekeivel
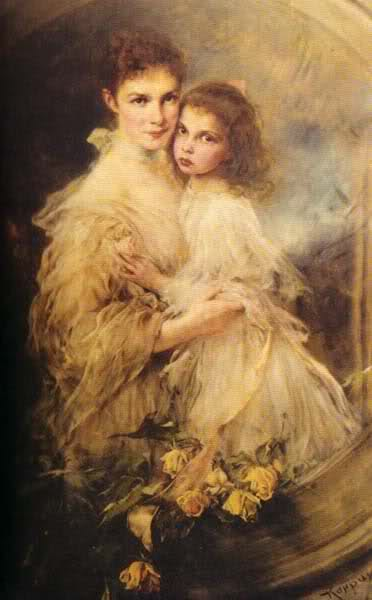
Koppay József Árpád festményén

### Gyermekei
- Erzsébet Franciska (1892–1930), aki Georg von Waldburg-Zeil-Trauchburg gróf első felesége lett.
- Ferenc Károly Szalvátor (1893–1918), 1915-ben hadnagyként végzett a hainburgi katonai akadémián. Harcolt Montenegróban, Oroszországban és Romániában, részt vett a belgrádi híd 1916-os újjáépítésében. Utászkapitánnyá léptették elő, spanyolnáthában halt meg az Osztrák–Magyar Monarchia felbomlása után
- Hubert Szalvátor (1894–1971), felesége Rosemary of Salm-Salm hercegnő. Katonaként harcolt a háborúban, 1917-ben utazást tett keleten, a török birodalomban, majd 1919-ben elfogadva a Habsburg-törvényt lemondott trónigényéről.
- Hedvig (1896–1970), aki Bernard von Stolberg-Stolberg grófhoz ment feleségül.
- Tivadar (Theodor) Szalvátor (1899–1978), aki Maria Theresa von Waldburg-Zeil-Trauchburg grófnőt vette feleségül.
- Gertrúd (1900–1962), aki Georg of Waldburg-Zeil-Trauchburg gróf második felesége lett nővére, Erzsébet Franciska 1930-ban bekövetkezett halála után.
- Mária Erzsébet (1901–1936).
- Kelemen (Clemens) Szalvátor (1904–1979), aki Elisabeth Rességuier de Miremont grófnőt vette feleségül; később megkapta az Altenburg hercege címet.
- Matild (1906–1991), Ernst Hefelhez ment feleségül.
- Ágnes, (*/† 1911), meghalt, születése után nyolc órával.

### Jótékonysági tevékenysége
A bécsi Ring-színházban (Ringtheater) kitört, több száz áldozatot követelő 1881-es tűzvész után odaadóan törődött a tűz áldozataival, és azok hozzátartozóival.
Az első világháború alatt katonai kórházat rendezett be a wallsee-i kastély egyik épületében, majd a későbbiekben ugyanott megalapította a „Mária Valéria Szegénykórház és Öregek Otthona” nevű intézményt. Ez utóbbi hatására kezdték „Wallsee angyalának” nevezni.
Emellett kolostorok és templomok működését finanszírozta, alapítványokat hozott létre a szegények megsegítésére, valamint hét jótékonysági egyletnek is védnöke volt és maga is tett jótékonysági alapítványt.
Szintén az elesettek iránti elkötelezettségének példája volt a budapesti Mária Valéria-telep, amelyet 1915-ben alapított szükségkórházként.

### Érdeklődési köre
A főhercegnő vonzódott a szépirodalomhoz, de emellett a képzőművészetek, főleg a festészet terén is tehetségesnek mutatkozott. Elsősorban a virágok és a látképek foglalkoztatták.
Anyjához, Erzsébet királynéhoz hasonlóan több lírai költeményt is írt, melyek 1884-ben nyomtatásban is megjelentek. Ezt megelőzően „Egy ősz délen” címmel közös kötetet adtak ki édesanyjával.
Emellett ránk maradt szorgalmasan vezetett naplója is, mely meghatározó képet fest kora társadalmáról, és fontos információkat tartalmaz a császárné életéről is. Jelentősek továbbá vallásos tartalmú elmélkedései.
Kedvelte a színjátszást, néhány színpadi művet is írt, melyeket udvari színészek mutattak be. Maga is szerepelt több egyfelvonásos alkalmi drámában, melyeket az uralkodó családja szórakoztatására mutattak be a bécsi Hofburgban, Gödöllőn és Wartholzban.
Szeretett utazni, szívesen kísérte el utazásaira édesanyját, Erzsébet királynét. Beutazta vele Magyarország, a Salzkammergut, Meránia, Németország, Franciaország és Anglia tájait.

### Utolsó évei
Erősen kötődött hazájához, Ausztriához. A Monarchia széthullása és az első Osztrák Köztársaság kikiáltása után elismerte az 1919. évi Habsburg-törvényt, és aláírta a lemondási nyilatkozatot. Vagyonát megtarthatta, és Ausztriában maradhatott élete végéig. Wallsee-i kastélyában hunyt el 1924. szeptember 6-án. Testét a szomszédos alsó-ausztriai Sindelburgban helyezték örök nyugalomra, nagy részvét mellett.

## Egyéb

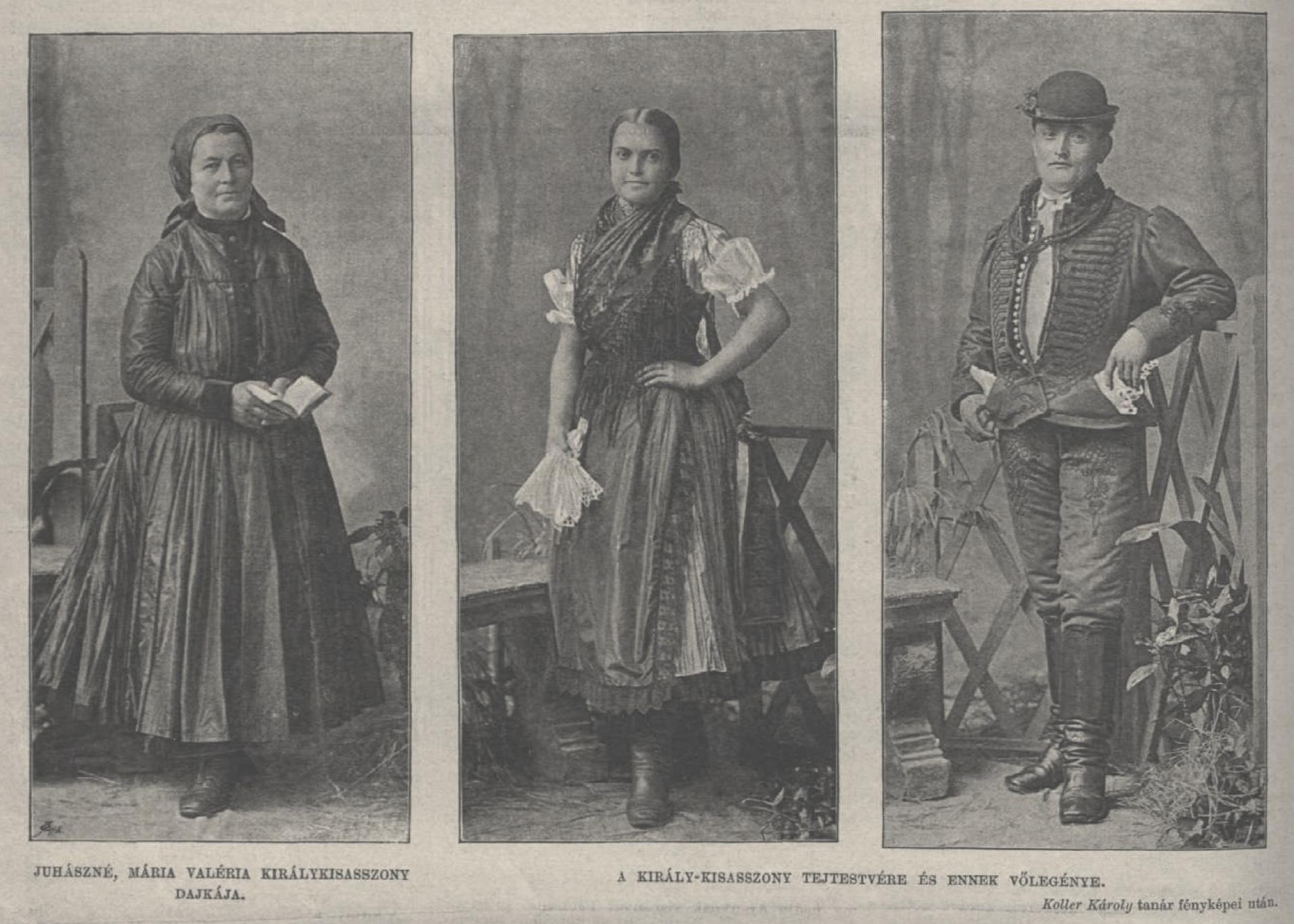
A főhercegnő dajkája, Juhászné Legéndi Julianna, leánya, Lídia és leendő veje, Magyar István, 1888.
A fényképek Koller Károly műtermében készültek a királyné megrendelésére, az udvar költségén, Mária Valéria tejtestvérének közelgő esküvője alkalmából.

Róla kapta nevét az Esztergomot Párkánnyal (ma Štúrovo, Szlovákia) összekötő, 1895-ben átadott Mária Valéria híd. A híd 2001-es újjáépítésekor visszakapta e nevet.
Édesanyja, Erzsébet királyné a szülést követően 1868 augusztusában Gödöllőre, az ajándékba kapott Grassalkovich kastélyba vitte gyermekét, Juhász Sámuelné Legéndi Julianna (1846–1922) lett a dajkája. Így a főhercegnőnek volt egy nála egy hónappal ifjabb tejtestvére: Juhász Lídia, későbbi Magyar Istvánné (1868. május 26. – 1948).

## Fordítás
Ez a szócikk részben az  Archduchess Marie Valerie of Austria című angol Wikipédia-szócikk ezen változatának fordításán alapul. Az eredeti cikk szerkesztőit annak laptörténete sorolja fel. Ez a jelzés csupán a megfogalmazás eredetét jelzi, nem szolgál a cikkben szereplő információk forrásmegjelöléseként.

## Szakirodalom
- Borovi Dániel: Egy 48-as forradalmár Ferenc József udvarában: Rónay Jácint emlékiratai. MÚLT-KOR: NEGYEDÉVES TÖRTÉNELMI MAGAZIN 2023/1 sz. pp. 10–15.
- Corti, Egon Caesar: Erzsébet. Szépirodalmi, Budapest, 1989. [Hasonmás kiad.]
- F. Dózsa Katalin: Megértő feleség és szenvedélyes anya. In: Erzsébet, a magyarok királynéja. Szerk.: Rácz Árpád. Budapest, Rubicon, 2001. 32–45.
- F. Dózsa Katalin: Erzsébet, a magyarok királynéja. (Kiállítás a Magyar Nemzeti Múzeumban 1992. május 18. – 1993. január 15.) Budapest, Magyar Nemzeti Múzeum, 1992.
- Hamann, Brigitte: Erzsébet királyné. Európa, Budapest, 2019.
- Pallagi Mária: Erzsébet királyné lánya, Mária Valéria főhercegnő és Rónay Jácint I. Honismeret 49. évf. 1. sz. (2021. február) 45-50.
- Pallagi Mária: Erzsébet királyné lánya, Mária Valéria főhercegnő és Rónay Jácint II. Honismeret 49. évf. 2. sz. (2021. április) 65-69.
- Schad, Martha: Erzsébet királyné és leányai. (ford.: Sütő Gyöngyi) Budapest, Canissa, 2004.
- Vér Eszter Virág: „… egy új köteléket fog fűzni magas családja s a nemzet között…”. Az uralkodócsalád tagjai Magyarországon (1867–1868). Aetas (34. évf.) 2019. 2. sz. 5-36.
- Vér Eszter Virág: "...a kislányért is nagyon hálás vagyok Istennek" - Mária Valéria főhercegnő budai születése (1868). Napi történelmi forrás 2021. április 22.

## Cikkek, egyéb publicisztika
- Bihari Dániel: Ő volt az utolsó magyar királylány. 24.hu 2021. május 15.
- Terényi-Kelemen Éva: Mária Valéria, a „magyar királykisasszony”. Magyar Szó 2021. február 6.